# Desbravadores

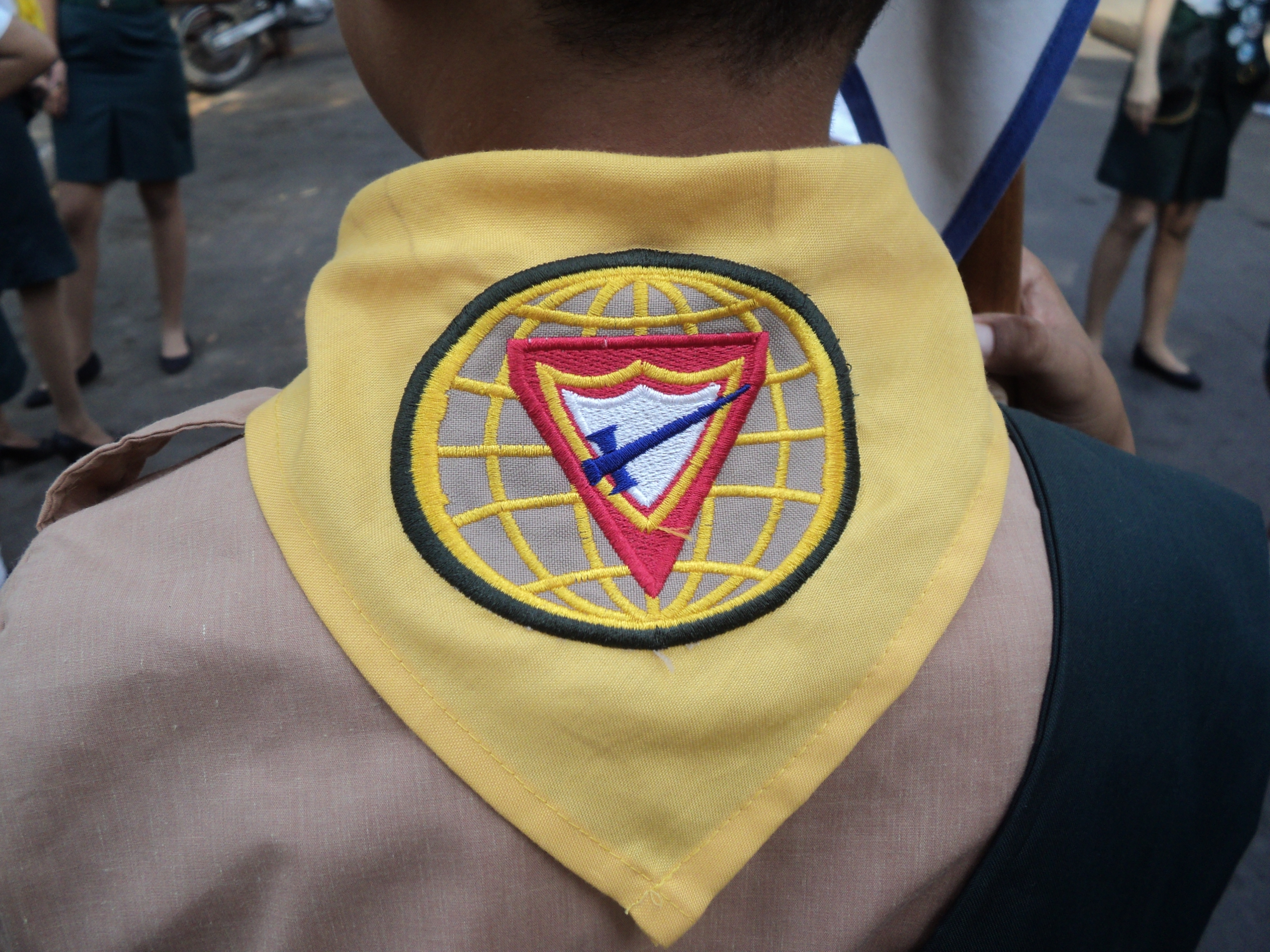
Lenço do clube de Desbravadores sobre os ombros de um juvenil

Os Desbravadores, também conhecidos como Clube de Desbravadores, são um departamento da Igreja Adventista do Sétimo Dia (IASD), que trabalha especificamente com a educação cultural, social e religiosa de crianças e adolescentes situadas na faixa etária entre 10 e 15 anos.
Semelhante em diversos aspectos ao escotismo, diferencia-se deste pela ênfase religiosa dada as atividades desenvolvidas. Faz parte do programa oficial da Igreja Adventista do Sétimo Dia desde 1950. Mundialmente o Clube de Desbravadores faz parte do Ministério Jovem da IASD, que tem como diretor o dominicano Andrés J. Peralta.

## Diferenças de formato e idade
Ao redor do mundo esse departamento da Igreja Adventista muda de nome, formato e de publico alvo, ocorrendo isto inclusive na lusofonia.
No Brasil, nos Países Africanos de Língua Oficial Portuguesa e em Timor Leste chama-se de "Desbravadores" o trabalho da igreja com juvenis entre 10 e 15 anos de idade. Em Portugal também chama-se de "Desbravadores", porém, compreendendo idades dos 12 aos 15 anos, havendo um trabalho específico voltado ao público entre 16 e 20 anos de idade, chamado de "Clube dos Companheiros", que seria semelhante aos clubes de líderes do restante da lusofonia.

## História
O primeiro passo rumo a organização do clube de desbravadores dentro da Igreja Adventista ocorreu em 1907, quando foi criado o Departamento de Jovens Missionários Voluntários (Missionary Volunteer Society), sob a liderança do pastor Milton Early Kern.

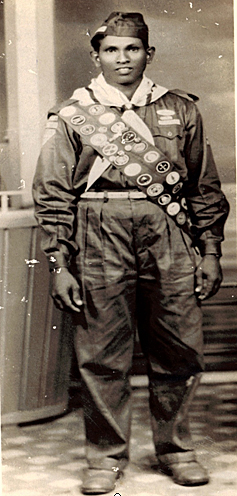
Pastor Samuthram em 1958, fundador do movimento "Missionários Voluntários" na Malásia.

Em 1909, são organizadas as primeiras sociedades de Missionários Voluntários Juvenis (MVJ), e em  1914 desenvolvem-se as primeiras lições para MV's Juvenis, que seriam a precursoras das classes progressivas dos desbravadores.
Em 1911, formam-se om embriões do clube de desbravadores em Takoma Park nos Estados Unidos. Três clubes foram formados em Takoma Park em 1911, eram eles: Scouts Missions, Woodland Clan & Pals e Takoma Indians. Caracterizavam-se por somente aceitar meninos em suas fileiras.
Em 1919, Arthur Spalding fundou o clube Scouts Missionaries (Escoteiros Missionários em português), no condado de Madison, no Tennessee. Spalding estudou a organização, formulou diretrizes compatíveis com os objetivos espirituais da Igreja Adventista (característica que não foi adotada inicialmente pelos clubes de Takoma Park), e criou o esboço do movimento. Os Escoteiros Missionários desenvolveram os ideais fundamentais para o atual clube dos desbravadores.
Em 1929, pela primeira vez, é utilizado o nome pathfinder ("desbravador" em português) em uma programação de juvenis da IASD. A Associação do Sudeste da Califórnia promove um acampamento para Juvenis Missionários Voluntários, e intitula o acampamento de pathfinder. E a mesma Associação (Sudeste da Califórnia), em 1946, unilateralmente oficializa e passa a patrocinar o programa, tendo seu primeiro protótipo de clube reconhecido sendo testado em Riverside, na Califórnia.
A par da experiência na Califórnia, a Associação Geral da Igreja Adventista oficializa em 1950 o programa do clube, adotando um uniforme, uma bandeira (confeccionada por Hellen Hobbs e Henry Theodore Bergh em 1948) e um hino (composto em 1949 por Henry Theodore Bergh) oficiais para o novo departamento. O nome adotado para o programa foi Clube de Jovens – Missionários Voluntários.
Entre 9 a 11 de outubro de 1953, a Associação Sul da Nova Inglaterra promoveu o primeiro campori de desbravadores em Ashburnham, em Massachusetts. Desde então este tem sido o principal acampamento e forma de interação entre clubes de desbravadores em todo o mundo.
Desde a oficialização do movimento como programa da IASD algumas atualizações foram feitas, sendo as mais significativas:
- (1958) Desenvolvimento das classes progressivas;
- (1959) Desenvolvimento das classes de desenvolvimento físico e moral (medalhas de ouro e prata);
- (1976) Acréscimo dos mestrados ao currículo do clube;
- (1982) O emblema mundial Missionários Voluntários é substituído pelo emblema mundial dos desbravadores, com o nome Missionários Voluntários caindo em desuso;
- (1988) É feita a primeira revisão geral do currículo dos desbravadores;
- (2012) É realizada a segunda revisão geral do currículo dos desbravadores.

Em janeiro de 2018 contabilizava-se mais de 1,5 milhões de desbravadores e 40 mil clubes, espalhados por mais de 150 países.

## Filosofia e objetivos
O clube de desbravadores é um programa religioso centrado no tripé físico-mental-espiritual, que desenvolve atividades para atender às necessidades e interesses de crianças e adolescentes (juvenis) entre 10 e 15 anos de idade, com foco específico nesta faixa etária.
As congregações adventistas são convidadas a integrar e patrocinar as atividades dos desbravadores, pois este departamento é considerado um dos "carro-chefe" da mesma, sendo "linha de frente" do seu programa evangelístico. Desta forma, os juvenis são convidados a participar do processo de evangelização.
Grande parte do programa do clube de desbravadores é construído em torno de atividades físicas, ao ar livre e hobby's. Segundo o manual do clube de desbravadores, o foco nisto explica-se porque "os jovens entre 10 e 15 anos de idade estão num estágio de crescimento e desenvolvimento físico muito rápido". Segundo a filosofia do clube, atividades que envolvam contato com a natureza, ação, aventura, desafio e atividades em grupo, "oferecem oportunidades para o desenvolvimento de novas atitudes e habilidades que produzem o crescimento pessoal, de equipe e espírito de comunidade", além do "amor pela criação", que ainda de acordo com a filosofia do programa, fazem parte do tripé da "cidadania e lealdade" que prega o respeito para com "Deus, à pátria, e ao próximo" (ou Deus, Sua igreja e Sua criação).
Enquanto o clube de desbravadores existe principalmente para os juvenis, um de seus propósitos básicos é também reunir pais e membros da igreja através de um envolvimento ativo com o clube. O objetivo deste envolvimento é corrigir (ou fazer desaparecer) a lacuna entre gerações aproximando juvenis e adultos, para que trabalhem e se divirtam juntos em um vínculo de experiência comum.
Toda a filosofia dos desbravadores é construída sobre a premissa de que "os juvenis e as crianças aprendem melhor pelo exemplo, ao invés dos preceitos". A forma como veem os líderes e os valores dos pais é utilizada como um modelo espiritual e social a ser seguido. Com isto espera-se desenvolver altos princípios morais, atitudes de amor, carinho e determinação, sobressaltando estes em todas as atividades desenvolvidas. A filosofia educacional do clube, destaca ainda que os juvenis aprendem mais efetivamente numa atmosfera positiva, feliz e segura, sendo um dos motivadores para formação de novos quadros de liderança para a igreja e a comunidade. Segundo a Conferência Geral da Igreja Adventista do Sétimo Dia, "a atitude dos dirigentes do clube é, portanto, um ingrediente vital em garantir o sucesso e a eficácia deste ministério para a juventude, pois será ele um dos principais modelos a ser seguido pelos juvenis".

### Papel da liderança
A liderança tem como papel "ajudar os jovens a compreender e amar a Deus e zelar pela igreja e pelo próximo". Segundo o Manual do clube de desbravadores, os objetivos e deveres da liderança do clube são:
- "Encorajar os desbravadores a descobrir o seu potencial dado por Deus e usar seus dons e habilidades para atender as expectativas do plano de salvação";
- "Inspirá-los a dar expressão pessoal de seu amor a Deus, se unindo com outros juvenis em várias atividades junto à comunidade";
- "Tornar como prioridade número um do programa do clube, a salvação pessoal de cada desbravador";
- "Construir no desbravador o apreço por uma vida saudável (desfrutar de atividades ao ar livre) e cultivar neles o amor pela criação de Deus", bem como uma vida "fisicamente apta, ensinando-os a cuidar de seu corpo e estabelecer hábitos saudáveis";
- "Ensinar ao desbravador habilidades envolventes e interativas de forma a tornar o tempo e os talentos do juvenil mais significativos";
- "Dar oportunidade para o desenvolvimento de liderança encorajando os membros do clube a trabalhar em conjunto e compartilhando as responsabilidades da liderança.";
- "E objetivar a promoção do desenvolvimento harmonioso do desbravador, cuidando de todos os aspectos necessários, sejam eles o físico, o social, o intelectual e o espiritual"[22].

## Organização

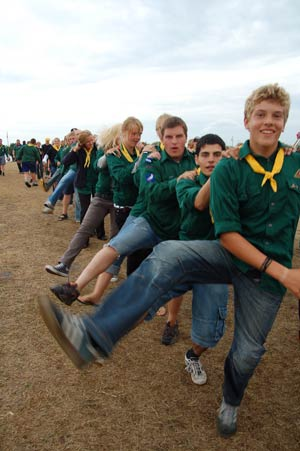
Os adventistspejderne em um campori em 2006. Adventistspejderne é o nome dado aos desbravadores dinamarqueses.

Cada clube de desbravadores é administrado por membros leigos adventistas (ou seja, sem formação teológica acadêmica), sendo um diretor de clube, diretores associados, conselheiros, instrutores, capelão, secretário e tesoureiro. Os cargos administrativos do clube demandam que pessoas com conhecimento técnico e treinadas estejam ocupando a função, sendo, no entanto, indicadas pela comissão administrativa da congregação à qual o clube está vinculado. O Departamento Jovem da Associação Geral instrui que, preferencialmente, sejam líderes investidos – maiores de 18 que cumpriram a "Classe de Líder" – ou no mínimo que estejam cumprindo os requisitos da Classe de Líder.
O clube é dividido em unidades separadas, classificadas por sexo e por idade. Cada unidade tem em média seis ou oito desbravadores, acompanhados de um conselheiro, que é o seu líder. A unidade funciona como uma célula do clube, ou um "micro-clube", pois também desenvolve um organograma administrativo com um capitão, um secretário e um tesoureiro (existem outras funções), além de desenvolver atividades práticas e teóricas através da interação entre seus membros.
Os clubes também são organizados em "regionais" e "distritais", que funcionam como agrupamentos de vários clubes. Normalmente tem a atribuição de desenvolver atividades de âmbito maior (a exemplo de camporis), que demandam mais esforço e planejamento, também dando suporte ao clube, através da "equipe regional/distrital". A regional e a distrital são coordenadas, respectivamente, por um coordenador regional e um coordenador distrital, normalmente um líder investido. Regionais e distritais (adventistas leigos) são eleitos geralmente através de uma escrutínio, onde os diretores dos clubes e pastores de sua área de atuação, na função de delegados-representantes, elegem-no.
Num âmbito maior está a coordenação local dos campos de desbravadores (posto missionário, missões, associações, uniões e divisões), que, assim como as regionais e distritais, tem a atribuição de coordenar atividades que demandem mais planejamento, além de ter o dever de reportar à Associação Geral sobre todas as atividades e trabalhos desenvolvidos em sua região geográfica. A coordenação de campos é feita por pastores.

## Atividades desenvolvidas
Várias atividades são desenvolvidas no programa do clube, sendo subdivididas de acordo com o tripé educacional do clube, focando o físico, o mental e o espiritual.

### Âmbito físico
Como parte do programa oficial, o desenvolvimento físico (prática de atividades físicas) é valorizado. Isso se explica na filosofia do clube ao afirmar que "os juvenis (entre 10 e 15 anos) estão num estágio de crescimento e desenvolvimento físico muito rápido". Várias atividades como caminhadas, trilhas na selva, ciclismo, montanhismo, entre outras, tem destaque nas atividades do departamento.
As atividades dentro e fora da reunião regular do clube focam o desenvolvimento físico. Desenvolvem-se jogos, atividades recreativas e brincadeiras, que incentivam a prática de exercícios. Até mesmo atividades tradicionais da reunião regular, como a ordem unida, prezam pelo aspecto físico, conjugado com o desenvolvimento mental.
As atividades físicas devem em sua essência (dentro da filosofia oficial), entreter e atrair a criança e o adolescente, e permitir que a mesma desenvolva seu aspecto mental e espiritual conjuntamente.

### Âmbito mental
Como parte do desenvolvimento mental incentiva-se o juvenil a estudar e desenvolver as classes e especialidades, que são análogas a anos e disciplinas escolares. 
Embora compreendam também os aspectos físico e espiritual, as classes e especialidades trazem um maior benefício no âmbito mental ao desbravador, pois proporcionam um aprendizado ampliado sobre os mais diversos assuntos.

### Âmbito espiritual
Embora a parte física exija bastante tempo dentro das atividades, o desenvolvimento espiritual é o foco maior do clube. O objetivo central é a levar o juvenil a ter uma "experiência diária e constante com Deus", fazendo-o refletir acerca da "Sua criação e de Seu cuidado para com ele".
Em matéria espiritual, leva-se a cabo várias atividades a fim de envolver o juvenil. Destacam-se trabalhos missionários, estudos bíblicos e trabalhos voluntários. O clube normalmente realiza duas reuniões semanais, sendo uma no domingo, onde trabalha o aspecto físico e mental dos juvenis, e uma no sábado, onde desenvolve atividades de âmbito espiritual, tais como, visita a asilos e orfanatos, doação de alimentos e roupas, distribuição de panfletos religiosos, campanhas contra a violência e contra as drogas, entre outras atividades.

#### Cidadania cristã
Dentro do âmbito espiritual há a noção de cidadania cristã no clube de desbravadores. Esta é parte integrante do trabalho com os juvenis, e estabelece os conceitos (ou o segundo tripé) de "cidadania e lealdade" que são três: servir a Deus, à pátria, e ao próximo. O trabalho social de todo o departamento é norteado por este conceito.

## Classes, especialidades e sistema de méritos

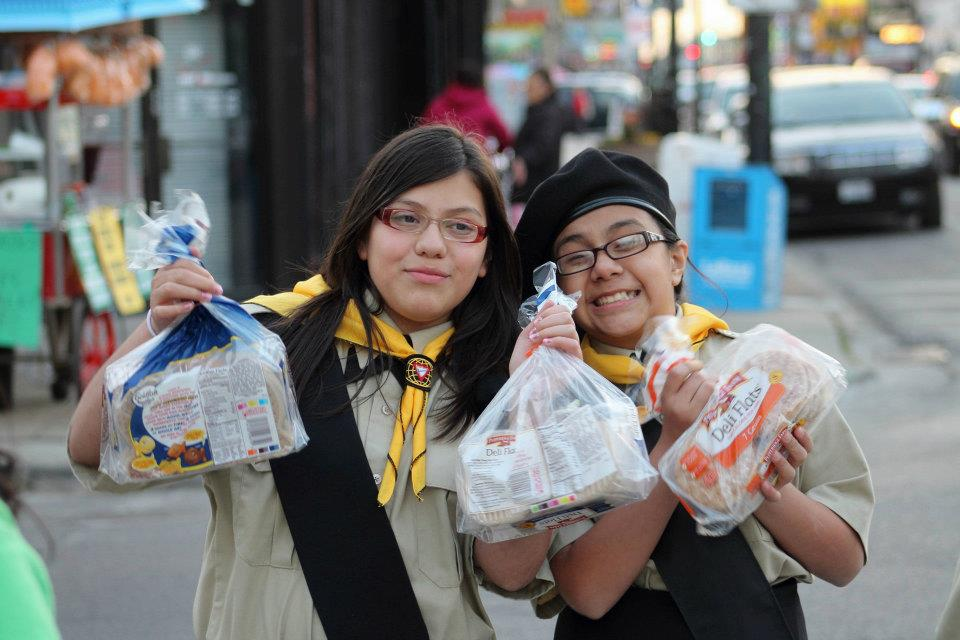
Desbravadoras do Clube Emannuel, em 2013, no Peru, doando alimentos.

### Classes regulares e avançadas
As classes regulares são atividades que englobam os mais variados temas, sempre considerando a filosofia educacional do clube. Assemelham-se a graus acadêmicos, pois se recomenda que sejam desenvolvidas no espaço de um ano, respeitando a idade correta para cada classe. Desenvolvem-se conjuntamente as classes avançadas, que contém requisitos mais elaborados, geralmente com um certo grau de dificuldade em relação as classes regulares. No total, são doze as classes existentes para os juvenis. Respectivamente, as classes regulares e avançadas, divididas por idade, são:
- Amigo e Amigo da Natureza (10 anos);
- Companheiro e Companheiro de Excursionismo (11 anos);
- Pesquisador e Pesquisador de Campo e Bosque (12 anos);
- Pioneiro e Pioneiro de Novas Fronteiras (13 anos);
- Excursionista e Excursionista na Mata (14 anos);
- Guia e Guia de Exploração (15 anos).

### Liderança e especializações
Ao completar os 16 anos o desbravador tem a possibilidade de escolher permanecer no clube e compor o quadro da liderança. Se esta for a escolha, ele passará a responder as classes de líder, que são três: Líder; Líder Máster; e Líder Master Avançado. Estas classes tem a função de preparar e capacitar o aspirante que irá compor os quadros da liderança, dando todas as instruções necessárias neste sentido.
Enquanto que a classe de Líder enseja a formação de líderes num sentido mais lato, a classe de Líder Máster existe para especializar líderes já investidos que trabalharão na formação técnica de aspirantes. O último grau de especialização, Líder Máster Avançado, é focado na produção e revisão de conteúdos ao departamento.

### Especialidades e mestrados
As especialidades são atividades teóricas e práticas focadas em determinado tema específico, como se fossem cursos intensivos. Seu objetivo é levar o desbravador a assimilar novos conhecimentos, desde áreas referentes a nutrição e a saúde, até áreas recreativas, de forma que o capacite e treine para lidar com as mais diversas situações. A filosofia das especialidades também enseja que esta ajude no desenvolvimento espiritual e moral do desbravador.
Os mestrados são agrupamentos de especialidades afins que se desenvolvidas, dão ao desbravador, através do sistema de méritos do clube, a possibilidade deste ser agraciado com o mérito de conhecedor de determinada área de conhecimento, seja ela, por exemplo, desde "arte campestre", até "artes e habilidades manuais".

### Sistema de méritos
O sistema de méritos dos desbravadores possibilita que jovens e adultos possam desenvolver suas habilidades em quatro grandes áreas de atuação, que são reconhecidas no programa do clube como pilares de sustentação, a saber: a igreja, a família, a escola (ou o trabalho) e o próprio clube.
O incentivo a uma boa prática em todos esses pilares é reconhecido através da "Insígnia de Excelência" (antiga "Boa Conduta"), que é atribuído a cada 12 meses à aqueles jovens (menores de 15 anos) de reconhecida excelência moral. O diretor do clube, juntamente com sua diretoria, são os responsáveis por julgar a aptidão do candidato. Aos maiores de 16 anos, cinco anos de serviço voluntário ininterrupto de excelência no clube, também garante a atribuição da insígnia; no caso destes, é o regional e o distrital que julgam a aptidão.

## Controvérsias
Segundo a organização de defesa a vítimas de abuso sexual Abuse Guardian, nos Estados Unidos, os casos de abuso sexual estão entre as principais controvérsias que cercam o Clube de Desbravadores como departamento da Igreja Adventista. A Igreja Adventista, como responsável pelo departamento, tem sido acusada com frequência de acobertar os casos internos do clube com a justificativa de evitar "escândalo" ou na busca de não "escandalizar" a membresia adventista, atitude que tem sido vista como uma tentativa de preservar a imagem institucional em vez de prestar auxílio às vítimas e punir agressores e abusadores. Em alguns casos, no Brasil e nos Estados Unidos, a Igreja Adventista consicientemente pune as vítimas enquanto que acoberta agressores e abusadores por anos, inclusive com pastores e lideranças adventistas de grande influência e projeção midiática reabilitando agressores e abusadores.
O departamento também é frequentemente acusado de conservar uma disciplina excessivamente militarista, sob pretexto de práticas e metodologias disciplinares, utilizando atividades como ordem unida, além de promover um fardamento próximo ao perfil militar, a participação em desfiles militares, a formação de pelotões de elite, treinamentos de sobrevivência com exagerado esforço físico para crianças e adolescentes, continências e gestos repetitivos — atividades muitas vezes sem um fundo ou objetivo disciplinar claro.